# Wapen van Oudewater

Het wapen van de gemeente Oudewater

Het wapen van Oudewater is het gemeentelijke wapen van de Utrechtse gemeente Oudewater. Het wapen werd op 24 juli 1816 door de Hoge Raad van Adel in gebruik bevestigd. Tot 1989 behoorde Oudewater tot de provincie Zuid-Holland. Ondanks diverse gemeentelijke herindelingen en de overgang naar een andere provincie is het wapen ongewijzigd gebleven.

## Geschiedenis
Oudewater behoorde tot 1280 tot Utrecht en werd bestuurd door de Heren van Woerden. Hierna ging het over naar Holland en enkele decennia later verkreeg het stadsrechten. Op de zegels die na de overgang naar Holland zijn gemaakt is een burcht afgebeeld, waarop een leeuw. Links en rechts van de leeuw staan een aantal bloemen. In de zeventiende eeuw wordt het stadswapen vermeld in de vorm waarin het nu nog bestaat. Oudewater was een grensstad en de burcht staat symbool voor de versterkingen, terwijl de leeuw de waakzaamheid tegen Utrecht voorstelt.

## Blazoen
De beschrijving luidde als volgt:
Van zilver, beladen met een dubbelde burgt, waar boven een klimmende leeuw, alles van keel, de leeuw getongd en geklaauwd van lazuur. Het schild gedekt met eene kroon met 3 fleurons, alles van goud, en vastgehouden door 2 klimmende leeuwen in hunne natuurlijke verwen.
N.B.:
- De heraldische kleuren zijn zilver (wit), keel (rood), lazuur (blauw) en goud (geel).
- De leeuwen zijn aanziend, d.w.z. ze kijken de toeschouwer aan
- Niet vermeld in de beschrijving, wel aanwezig op de registertekening zijn de zwarte tralies in de poort.